# Голець (Болгарія)
Голе́ць (болг. Голец) — село в Ловецькій області Болгарії. Входить до складу общини Угирчин.

## Населення
За даними перепису населення 2011 року у селі проживали 242 особи, з них 237 осіб (99,2%) — болгари.
Розподіл населення за віком у 2011 році:
Динаміка населення: